# Xenontrifluoridohexafluoroantimonat(V)
Xenontrifluoridohexafluoroantimonat(V), XeF3[SbF6] ist eine chemische Verbindung zwischen dem Xenontrifluorid-Ion XeF3+ und der Hexafluorantimonsäure H[SbF6].

## Gewinnung und Darstellung
Die Verbindung kann durch Lösung von Xenontetrafluorid XeF4 und Antimonpentafluorid SbF5 in Flusssäure HF gewonnen werden. Das Verhältnis der Lösung liegt bei 3,4:1.

## Eigenschaften
Xenontrifluoridohexafluoroantimonat ist ein Feststoff, bestehend aus gelbgrünlichen Kristallen. Seine Dichte liegt bei 3,92 g·cm−3. Die Kristallstruktur der Verbindung ist monoklin.